# Turuachi
Turuachi es una localidad del estado mexicano de Chihuahua. Es parte del municipio de Guadalupe y Calvo.

## Demografía
| Gráfica de evolución demográfica |
|                                  |

| Censo | Población |
| ----- | --------- |
| 1900  | 103       |
| 1910  | 58        |
| 1921  | 116       |
| 1930  | 204       |
| 1940  | 228       |
| 1950  | 129       |
| 1960  | 426       |
| 1970  | 441       |
| 1980  | 446       |
| 1990  | 561       |
| 2000  | 786       |
| 2010  | 1 131     |
| 2020  | 1 161     |